# 三末篤實
三末 篤實（みすえ あつみ、Joseph Atsumi Misue, 1936年4月24日-2016年6月28日）は、日本のカトリック教会聖職者でカトリック広島司教区第2代司教。洗礼名は「ヨゼフ」。

## 経歴
長崎県平戸市で祖母を隠れキリシタンに持つ6人兄弟の3男として生まれた。当時は生後間もなく亡くなることもあったため、生後2時間に宝亀カトリック教会で受洗している。1952年3月に平戸市宝亀中学校卒業後、長崎公教神学校に入った。1955年3月に長崎南山高等学校を卒業し、1962年3月に福岡サン・スルピス大神学院卒業。同年3月19日に大浦天主堂で長崎教区山口愛次郎大司教から司祭に叙階された。
叙階後は、飽の浦、大浦、浦上教会の助任司祭を経て1969年に神ノ島教会で主任司祭。1979年にはカトリック中央協議会事務局次長・事務局長。1981年には教皇ヨハネ・パウロ2世来日の準備にあたった。1984年に長崎教区に戻る。1985年に司教に任命され、同年6月16日、世界平和記念聖堂で司教に叙階。
広島教区司教の他にも、青少年委員会・委員長、広島県宗教連盟 理事長、宣教司教委員会・委員長、エキュメニカル委員会・委員長、宣教司牧委員会・委員長等を歴任。2000年8月6日にはフィリピンのインファンタ教区、韓国の釜山教区と広島教区の3教区が姉妹縁組を締結した。
2011年6月13日、教皇ベネディクト16世に定年による引退が了承され、後任に長崎教区の前田万葉神父が任命された。同年9月23日、世界平和記念聖堂での司教叙階式では主司式を務めた。
引退後は翠町教会に居住。司教在任中から腎臓病で週3回4時間の人工透析に通い、2015年には不整脈によるペースメーカーの手術を受けた。
2016年6月28日未明に急性心筋梗塞で死去。同日、教皇フランシスコにより白浜満神父の広島司教区司教への選任が発表された。同年6月30日、世界平和記念聖堂で葬儀ミサが捧げられた。「湿っぽい葬儀は嫌だ」という遺言により、エリザベト音楽大学による弦楽四重奏で送り出され、参列者には好物だったもみじまんじゅうが配られた。